# Equisetum arvense
La cola de caballo (Equisetum arvense) es una especie de arbusto perteneciente a la familia de las equisetáceas.

## Descripción
Es un arbusto perenne de tallo rizomatoso, distribuido en el hemisferio norte. Puede tener tallos estériles y fértiles. Los estériles arrancan a crecer después de que los fértiles hayan emergido, y tienden a ser más largos y arbustivos. Esos segmentos contienen un grupo de ramas erectas, hasta 20 segmentos y con largos de 5 a 50 cm. Los fértiles tienden a ser la mitad de largo que los estériles y ser más suculentos.

## Distribución y hábitat
Generalmente se encuentra en Europa. Necesita cierta humedad que le proporciona la proximidad a fuentes u otras corrientes de agua; en estas condiciones es bastante común a todos los lugares húmedos de la costa este del litoral español y las Islas Baleares hasta los 1800 metros de altitud, pero falta en el extremo sur de la Comunidad Valenciana y en las Islas solo se encuentra en Mallorca.  

## Taxonomía
Equisetum arvense fue descrita por  Carlos Linneo y publicado en Species Plantarum 2: 1061. 1753.
Etimología
Equisetum: nombre genérico que proviene del latín: equus = (caballo) y seta (cerda).
arvense: epíteto latíno que significa "que se cultiva en los campos".
Sinónimos
- Equisetum hiemale  L
- Equisetum maximum  L
- Equisetum telmateia  L
- Equisetum   riparium   Fr.   [1843]
- Equisetum campestre Schultz [1819]
- Equisetum boreale Brongn. [1831]
- Equisetum arcticum Rupr. [1845]
- Presla arvensis (L.) Dulac [1867, Fl. Hautes-Pyr. : 26]
- Allostelites arvense (L.) Börner

Variedades

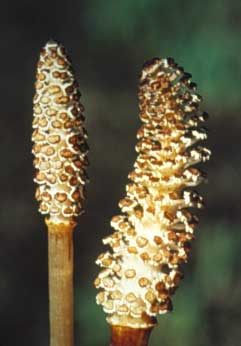

- Equisetum arvense var. serotinum G.Mey. [1836]
- Equisetum arvense var. nemorosum A.Br. in Döll [1859]
- Equisetum arvense var. irriguum Milde [1851]
- Equisetum arvense var. duffortianum Hy [1898]
- Equisetum arvense var. alpe esd e CHILLLL2]
- Equisetum arvense subsp. riparium (Fr.) Nyman [1884]
- Equisetum arvense subsp. alpestre (Wahlenb.) Arcang. [1882][3]

## Importancia económica y cultural

### Usos en la medicina herbolaria

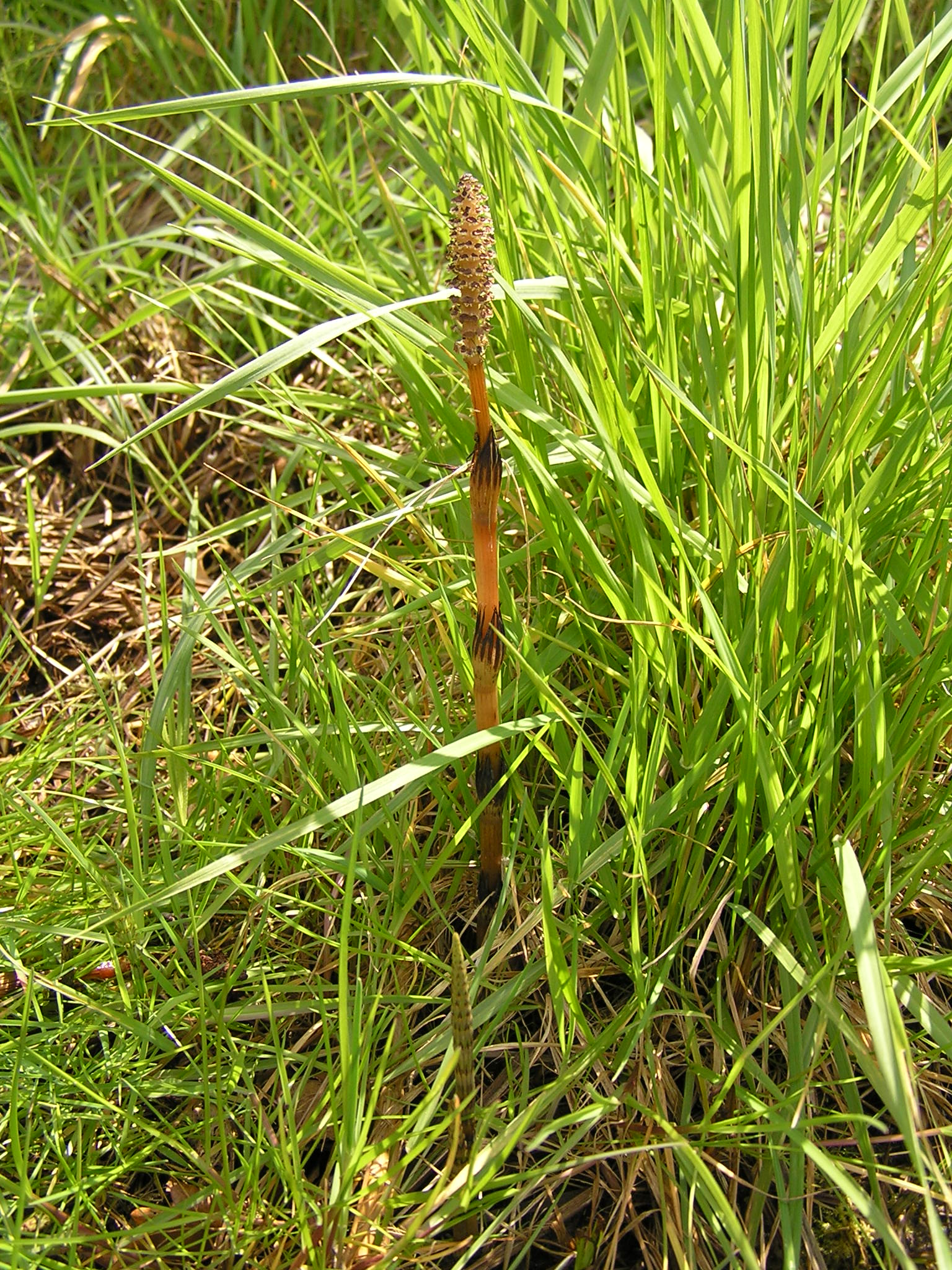

En la medicina popular la cola de caballo gozaba desde tiempos muy remotos de gran prestigio, sobre todo por su poder hemostático y su eficacia contra las afecciones graves de los riñones y de la vejiga.
Actualmente se utiliza para combatir las hemorragias, vómitos de sangre, las afecciones renales y vesicales, los cálculos y las arenillas.
La cola de caballo ayuda en casos donde otros diuréticos no suelen dar resultados, como por ejemplo en la hidrocardias, en la hidropesía de la pleura costal o en trastornos renales debidos a la escarlata u otras enfermedades graves.

Es una planta medicinal utilizada con efecto coadyuvante en un tratamiento con la medicina biológica natural que facilita la eliminación de toxinas, por su efecto diurético. Es utilizado en la fitoterapia.

Los flavonoides y las sales de potasio justifican su efecto diurético. La abundancia de sales silícicas le confiere propiedades remineralizantes y contribuye al mantenimiento de la sustancia fundamental del tejido conjuntivo (colágeno) por los fibroblastos, aumentado la elasticidad de los tejidos. Aumenta las defensas inespecíficas del organismo. Por la abundancia de taninos, el equiseto es astringente (antidiarreico, hemostático por vasocontricción local y cicatrizante).

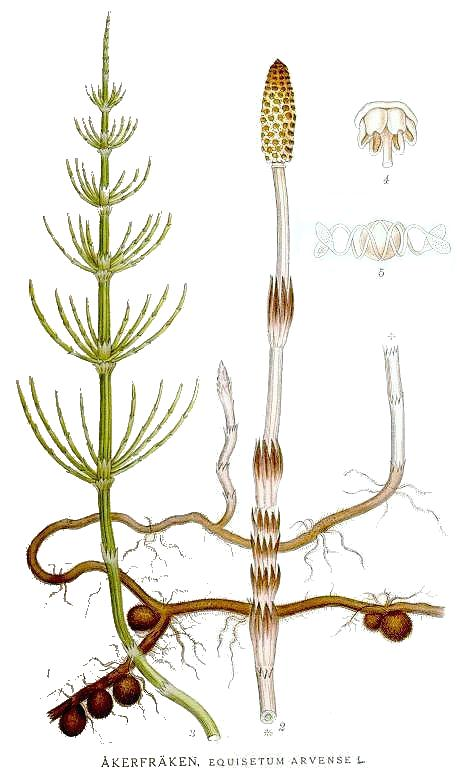
Ilustración

### Propiedades
La planta tiene varios compuestos químicos usados medicinalmente. Es rica en minerales silicatados (10 %), potasio, y calcio, con propiedades diuréticas. La prescriben para cuidar el tejido conjuntivo (cartílago, tendón, y hueso) y también pólipos, epistaxis, y sangrado. Los brotes se comen como vegetal en Japón en primavera.

### Composición química
- Oligoelementos: Tiene silicio orgánico (unido a proteínas) y sales ricas en potasio, magnesio y aluminio, hidrógeno, oxígeno, cloro, sodio y mucho carbono.
- Saponósidos: el principal es la equisetonina (5 %).
- Flavonoides y taninos.

### Otros usos
- Antiguamente se comían sus tallos como si fueran espárragos.
- Tradicionalmente se hacían estropajos para limpiar utensilios de estaño.
- En agricultura ecológica se utiliza como remedio natural contra hongos y plagas.
- También se usa como diurético.

## Nombres comunes
- Castellano: candadillo, candalillo, canutillo, ciennudillos, cien nudillos, cienñudillos, cienudillos, cola de asno, cola de caballo, cola de caballo larga, cola de caballo menor, cola de cavallo, cola de mula, cola de raposo, cola de rata, cola de ratón, equiseto de los campos, equiseto menor, escobilla, escobín, escobón, estañera, hierba estañera, junquillos, palerina, penillo, pinillo, rabo de asno, rabo de caballo, rabo de gato, rabo de mula, rabo de raposo, rabo de ratón, rabo de rocín, rabo de potro, rodero, rueldo, yerba restañera, yunquillo, Cañita de agua[7]